# جيمس جيسس أنغليتون
كان جيمس جيسس أنغليتون (9 ديسمبر 1917 – 11 مايو 1987) رئيس هيئة مكافحة التجسس في وكالة الاستخبارات المركزية من 1954 إلى 1975. كان منصبه الرسمي معاون مدير وكالة الاستخبارات المركزية لعمليات مكافحة التجسس. شارك أنغليتون بشكل كبير في استجابة الولايات المتحدة للمنشقين المزعومين من الاستخبارات الروسية أناتولي غوليتسين ويوري نوسنكو. اقتنع أنغليتون لاحقًا أن في وكالة الاستخبارات المركزية جاسوسًا رفيع المستوى وانخرط في عملية بحث مكثفة. سواء كان ذلك عملية مطاردة مدمرة أو حذرًا منطقيًا برره الجواسيس اللاحقون يظل موضوع جدل تاريخي حاد.
وفقًا لمدير الاستخبارات المركزية ريتشارد هيلمز: «في أيامه، كان يُشهد لجيم بأنه الشخصية المهيمنة في مكافحة التجسس في العالم غير الشيوعي». يوافق الصحفي الاستقصائي إدوارد جاي إبشتاين على التقدير الرفيع الذي حظي به أنغليتون من قبل زملائه في سلك الاستخبارات، ويضيف أن أنغليتون حصل على ثقة ستة مديرين في وكالة الاستخبارات من بينهم: جين. والتر بيدل سميث، ألين دبليو دولس، ريتشارد هيلمس، وجميعهم أبقوا على أنغليتون في مناصب حساسة وقدروا عمله.

## نشأته وحياته الشخصية
وُلد جيمس جيسس أنغلستون في بويسي في أيداهو، أبوه جيمس هاف أنغليتون وأمه كارمن ميرسيدس مورينو. التقى والداه في المكسيك حين كان والده ضابطًا في سلاح الفرسان الأمريكي يخدم تحت إمرة الجنرال جون بيرشينغ. اشترى والده امتياز شركة «إن سي آر» في إيطاليا قبل الحرب، وأصبح رئيس غرفة التجارة الأمريكية هناك وانضم لاحقًا إلى مكتب الخدمات الاستراتيجية.
قضى أنغليتون طفولته في ميلان في إيطاليا حيث انتقلت عائلته بعد شراء والده فرعًا تابعًا لشركة «إن سي آر» في إيطاليا. درس بعد ذلك في كلية مالفيرن في إنكلترا ثم في جامعة ييل. كان أنغليتون الشاب شاعرًا قبل تخرجه من جامعة ييل، ومحررًا مع «ريد ويتيمور» في المجلة الأدبية التي تصدرها جامعة ييل واسمها «فوريوسو»، والتي نشرت أشعار الكثير من أشهر الشعراء في الفترة بين الحربين، منهم ويليام كارلوس ويليامز، إي. إي. كومينغس، إيزرا باوند. انخرط بمراسلات مكثفة مع باوند وكومينغس وتي. إس. إليوت وآخرين. وتأثر بشكل خاص بويليام إمبسون، مؤلف كتاب «الأنواع السبعة للغموض».  تمرن أنغليتون في «النقد الجديد» في جامعة ييل على يد ماينرد ماك وآخرين، وبشكل رئيسي نورمان هولمز بيرسون مؤسس «الدراسات الأمريكية». ودرس الحقوق مدة قصيرة في هارفارد ولكنه لم يُنهِ دراسته.
التحق أنغليتون بالجيش الأمريكي في مارس 1943 وتزوج في يوليو 1943 من «سيسلي هاريت دوترمونت» خريجة كلية فاسار في توكسون في أريزونا. أنجبا ثلاثة أطفال: جيمس سي.أنغليتون، غورو سانغات كاور خالسا (سابقًا تروفي أنغليتون) وسيري هاري كاور أنغليتون-خالسا (سابقًا لوسي دوترمونت أنغليتون). عاشت العائلة في حي «روك سبرينغ»  في أرلينغتون في فرجينيا حتى وفاة أنغليتون في عام 1987. أصبحت كلتا ابنتي أنغليتون تابعتَين لهاربهارجان سينغ خالسا.

## الحرب العالمية الثانية
خلال الحرب العالمية الثانية خدم أنغليتون تحت إمرة «بيرسون» في فرع مكافحة التجسس إكس2 التابع لمكتب الخدمات الاستراتيجية في لندن، حيث قابل العميل المزدوج الشهير كيم فيلبي. كان أنغليتون رئيس «مكتب إيطاليا» بحلول فبراير 1944، ونُقل في نوفمبر إلى إيطاليا كقائد للوحدة «زد» التابعة لهيئة مكافحة التجسس السرية، التي تعاملت مع الاستخبارات الفائقة معتمدة على الاعتراض البريطاني للاتصالات الألمانية عبر الراديو.
عند نهاية الحرب، كان أنغليتون رئيس إكس2 في كل إيطاليا. من هذا الموقع، ساعد أنغليتون «جونيو فاليريو بورغيزي» على تجنب الإعدام. تعاونت وحدت النخبة التابعة لبورغيزي «ديسيما إم إيه إس» مع وحدات «إس إس». كان أنغليتون مهتمًا في الدفاع عن المنشآت كالموانئ والجسور، وعرض على بورغيزي محاكمة عادلة مقابل تعاونه. بدّل زيه بالزي الأمريكي وقاده من ميلانو إلى روما لاستجوابه من قبل الحلفاء. حوكم بورغيزي بعد ذلك، وأُدين بالتعاون مع الغزاة النازيين لكنه لم يُدَن بجرائم الحرب من قبل المحكمة الإيطالية.
بقي أنغليتون في إيطاليا بعد الحرب، وأنشأ صلات مع أجهزة استخباراتية سرية أخرى، ولعب دورًا رئيسيًا في انتصار الحزب الديمقراطي المسيحي المدعوم من الولايات المتحدة على الحزب الشيوعي الإيطالي المدعوم من الاتحاد السوفيتي في انتخابات 1948.

## العمل في وكالة الاستخبارات المركزية

### تصاعد تأثيره في وكالة الاستخبارات المركزية
عند عودته إلى واشنطن، عين من قبل العديد من المنظمات التي خلفت مكتب الخدمات الاستراتيجية، وأصبح في النهاية أحد الضباط المؤسسين  لوكالة الاستخبارات المركزية. في مايو 1949، عُين رئيس الجهاز «أ» في مكتب العمليات الخاصة بوكالة الاستخبارات المركزية، إذ كان مسؤولًا عن جمع المعلومات الاستخباراتية الأجنبية والاتصال مع المنظمات النظيرة التابعة لوكالة الاستخبارات المركزية. وابتداء من عام 1951، صار أنغليتون مسؤولًا عن الاتصال مع وكالتي الموساد الإسرائيلي والشين بيت (شاباك) «المكتب الإسرائيلي»، وهي علاقات حاسمة أدارها أنغليتون خلال الفترة المتبقية من حياته المهنية. خلال السنوات الخمسة التالية، ساعد أنغليتون في وضع هيكل الوكالة الجديدة وشارك إلى حد ما في عمليات «التراجع»، متعاونًا مع «فرانك ويزنر» في ألبانيا وبولندا ودول أخرى، مع الانتباه إلى أن أنغليتون نصح بالحذر فيها جميعًا وباءت كلها بالفشل. وعمل بشكل وثيق مع كيم فيلبي، الذي كان يُجهَّز لرئاسة جهاز خدمات الاستخبارات السرية «إم آي 6»، وكان أيضًا في واشنطن. طورت عائلة أنغليتون علاقات اجتماعية متنوعة في واشنطن، بما في ذلك معارف مهنية مثل عائلة فيلبي وشعراء ورسامين وصحفيين. في عام 1951، انشق زملاء فيلبي غاي بورجيس ودونالد ماكلين إلى موسكو. طُرد فيلبي من واشنطن، للاشتباه بتحذيره السوفييت بالتعرض الوشيك بناءً على تحليل الاتصالات السوفيتية المشفرة من مشروع فينونا.

### رئاسة هيئة مكافحة التجسس التابعة لوكالة الاستخبارات المركزية
في عام 1954، عين ألن دولس، الذي أصبح مؤخرًا مديرًا للاستخبارات المركزية، أنغليتون رئيسًا لهيئة مكافحة التجسس، واحتفظ أنغليتون بهذا المنصب لبقية حياته المهنية في وكالة الاستخبارات المركزية. وسلّمه دولس مسؤولية التنسيق مع أجهزة استخبارات الحلفاء. عمومًا، تقسم حياة أنغليتون المهنية في وكالة الاستخبارات المركزية إلى ثلاثة مجالات: أنشطة الاستخبارات الأجنبية ومكافحة التجسس وأنشطة الاستخبارات الداخلية.
تضم الاستخبارات الأجنبية المكتب الإسرائيلي، وإمبراطورية لوفستون، ومجموعة متنوعة من العمليات الأصغر. اهتم أنغليتون بالعلاقات الإسرائيلية للحصول على المعلومات التي يمكن جمعها عن الاتحاد السوفيتي والدول الموالية له من المهاجرين إلى إسرائيل من تلك الدول، ومن أجل استخدام وحدات الاستخبارات الأجنبية الإسرائيلية لتنفيذ العمليات بالوكالة في دول العالم الثالث. كانت اتصالات أنغليتون مع أجهزة الاستخبارات السرية الإسرائيلية مفيدة في الحصول من الشاباك على نسخة من خطاب نيكيتا خروتشوف عام 1956 إلى كونغرس الحزب الشيوعي في الاتحاد السوفييتي الذي ندد بجوزيف ستالين. و«الإمبراطورية لوفستون» مصطلح للدلالة على شبكة تعمل لصالح وكالة الاستخبارات المركزية أنشأها جاي لوفستون، الذي كان رئيس الحزب الشيوعي في الولايات المتحدة، وصار لاحقًا رئيس اتحاد نقابة العمال، عمل مع النقابات الأجنبية، وذلك باستخدام الأموال السرية لبناء نظام عالمي للنقابات المعادية للشيوعية. أخيرًا، كان هناك عملاء فرديون خاصة في إيطاليا، أرسلوا التقارير لأنغليتون. ومن المحتمل وجود أنشطة استخباراتية أجنبية أخرى كان أنغليتون مسؤولًا عنها، على سبيل المثال، في جنوب شرق آسيا وفي منطقة الكاريبي.
أدت مسؤوليات أنغليتون الرئيسية كرئيس لجهاز مكافحة التجسس في وكالة الاستخبارات المركزية إلى كتابات كثيرة تركز على جهوده لكشف وجود أي عملاء من الجبهة السوفييتية أو الشرقية يعملون في وكالات الاستخبارات السرية الأمريكية. أُطلق على هؤلاء الوكلاء اسم «الجواسيس»، والعمليات التي تهدف إلى كشفهم سميت «صيد الجواسيس». تعاملت ثلاثة كتب مع أنغليتون وكانت هذه الأمور موضوعها الرئيسي: كتاب «محاربون باردون: جيمس جيسس أنغليتون: سيد صيد الجواسيس في السي آي إيه» للكاتب توم مانغولد، «وحشية المرايا: المكائد، الخداع والأسرار التي دمرت اثنين من أهم عملاء الحرب الباردة» للكاتب ديفيد سي مارتين، و«صيد الجواسيس: البحث السري عن الخونة الذين حطموا السي آي إيه» للكاتب ديفيد وايز. في كتابه «إرث الرماد: تاريخ وكالة الاستخبارات المركزية»، يصور الكاتب تيم وينر أنغليتون مدمنًا على الكحول وغير كفء. تحدى مارك ريبلينغ تلك الآراء في كتاب «ويدج: الحرب السرية بين إف بي آي وسي آي إيه».
رأى أنغليتون أن جميع وكالات الاستخبارات السرية يفترض أنها مخترقة من قبل جهات أخرى، أو على الأقل يجب أن يفترض رئيس مكافحة التجسس العقلاني ذلك. كان أنغليتون يملك خبرة مباشرة في أساليب اختراق أجهزة الاستخبارات السرية. كان هناك تلاعب بالخدمات الألمانية في الحرب العالمية الثانية عن طريق الاستخبارات الفائقة، التي اختُرقت بشكل مباشر من قبل كامبريدج فايف في الخدمات البريطانية واخترقتها الخدمات الأمريكية بشكل غير مباشر عن طريق اتصالات كيم فيلبي، دونالد ماكلين وآخرين ربما، وكانت هناك جهود ناجحة للغاية لأجهزة الاستخبارات السرية الأمريكية في ما يتعلق بالحلفاء والأعداء ودول العالم الثالث. أدى الاجتماع بين ارتباط أنغليتون الوثيق مع فيلبي وازدواجية فيلبي إلى تحقق أنغليتون من «المشاكل المحتملة». أُكّد أن فيلبي جاسوس سوفييتي، حين هرب من الذين أُرسلوا للقبض عليه وانشق. وقال فيلبي عن أنغليتون إنه كان «خصمًا رائعًا» وصديقًا رائعًا، بدا أنه «يصطاد» قبل رحيل فيلبي، الذي يعود الفضل فيه إلى وكيل مكتب التحقيقات الفيدرالي السابق وليام كينج هارفي، الذي عبر عن شكوكه بشأن فيلبي وآخرين كان أنغليتون قد اشتبه بكونهم عملاء للسوفييت.
مكانة أنغليتون في وكالة الاستخبارات المركزية، وعلاقته القوية بريتشارد هيلمز على وجه الخصوص وتجربته وشخصيته، جعلته مؤثرًا بشكل خاص. كما في جميع البيروقراطيات، جلب له هذا التأثير عداوة أولئك الذين لديهم وجهات نظر مختلفة. وقد ظهر الصراع بين أنغليتون ومؤيديه من جهة ومعارضيه من جهة أخرى إلى العامة في المنشورات التي تحدثت عن «صيد الجواسيس» وتحديدًا ما يتعلق باثنين من المنشقين إلى الاتحاد السوفييتي: أناتولي غوليتسين ويوري نوسينكو .

## وصلات خارجية
- جيمس جيسس أنغليتون على موقع IMDb (الإنجليزية)